# Ґудаута
Ґудау́та (груз. გუდაუთა, абх. Гəдоуҭа) — місто у Ґудаутському муніципалітеті Абхазької Автономної Республіки Грузії.

## Географія

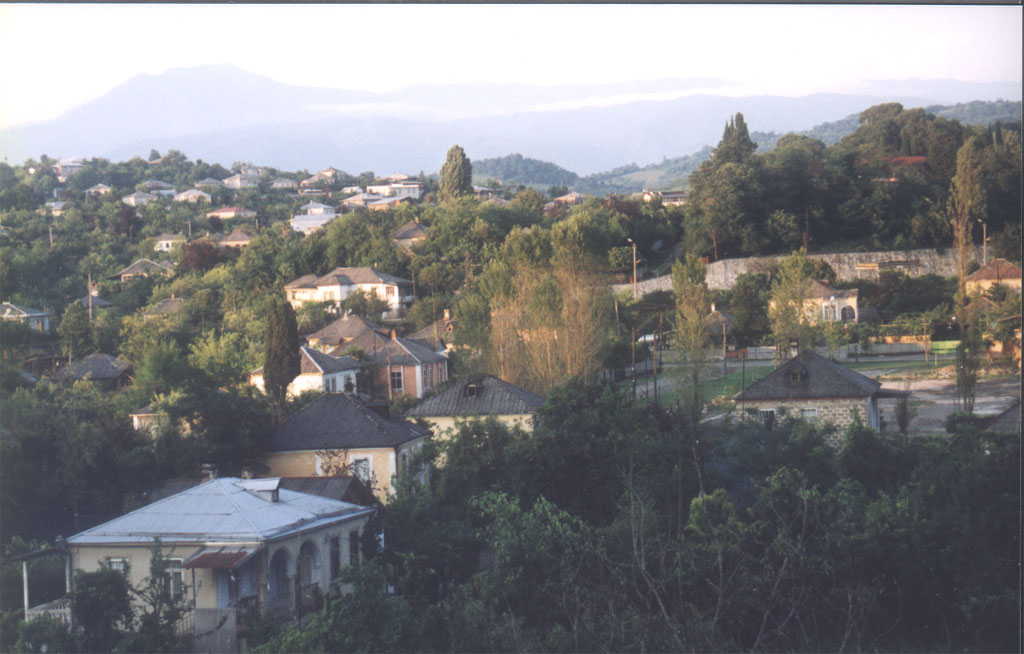

Ґудаута розташована на березі невеликої бухти, за 37 км на північний захід від Сухумі. Місто є адмінцентром Ґудаутського муніципалітету Грузії та так званого Ґудаутського району самопроголошеної Республіки Абхазії.

## Клімат
У Ґудауті вологий субтропічний клімат. Зима м'яка та помірно прохолодна, літо тепле та вологе.
Середньорічна температура — 14.6 °C. Найтеплішим місяцем є серпень, з середньою температурою 23.5 °C, найпрохолоднішим — січень, з середньою температурою 6.1 °C.
Середньорічна кількість опадів — 1463 мм. Найменше опадів випадає у травні — 92 мм, найбільше в грудні, у середньому 154 мм.
Середньорічна відносна вологість повітря — 72%.

## Курорт
У радянський період місто стало одним із найпопулярніших чорноморських курортів завдяки своєму субтропічному клімату. Після війни в Абхазії на початку 1990-х років та втрати Грузією контролю над Ґудаутою, місто занепало як курорт. Сьогодні, крім небагатьох росіян, місто майже не відвідують туристи.

## Демографія
За переписом 1989 року чисельність населення міста досягло близько 14,9 тисяч осіб, з яких абхази склали 48 %, росіяни — 21,2 %, грузини — 13,1 %. За даними 2003 року населення міста скоротилося до 7738 чоловік.

## Військова база
У місті міститься російська військова база.